# Sendeturm Chöpfli
Koordinaten: 47° 25′ 26″ N, 7° 41′ 0″ O; CH1903: 618458 / 252598
Der Sendeturm Chöpfli ist ein 71 Meter hoher Stahlfachwerkturm auf dem 756 m ü. NN hohen Berg Chöpfli westlich von Ziefen in Basel-Landschaft, Schweiz.
Er dient zur Verbreitung des Radioprogramms von Radio SRF 1 auf 93,4 MHz mit 800 W ERP.

## Frequenzen und Programme

### Analoger Hörfunk (UKW)
| Frequenz (MHz) | Programm    | RDS PS            | RDS PI                | Regionalisierung | ERP (kW) | Antennendiagramm rund (ND)/gerichtet (D) | Polarisation horizontal (H)/vertikal (V) |
| -------------- | ----------- | ----------------- | --------------------- | ---------------- | -------- | ---------------------------------------- | ---------------------------------------- |
| 93,4           | Radio SRF 1 | SRF_1_AG _SRF_1__ | 46B1 (regional), 43B1 | Aargau/Solothurn | 0,8      | D                                        | V                                        |

### Analoges Fernsehen
Bis zur Umstellung auf DVB-T wurden folgende Programme in analogem PAL gesendet:
| Kanal | Frequenz (MHz) | Programm | ERP (kW) | Sendediagramm rund (ND)/ gerichtet (D) | Polarisation horizontal (H)/ vertikal (V) |
| ----- | -------------- | -------- | -------- | -------------------------------------- | ----------------------------------------- |
| 37    | 599,25         | SF 1     | 0,1      | ND                                     | H                                         |
| 53    | 727,25         | TSR 1    | 0,1      | ND                                     | H                                         |
| 60    | 783,25         | SF zwei  | 0,1      | ND                                     | H                                         |